# 海洋之盾號離岸支援船
海洋之盾號（ADV Ocean Shield）是一艘由澳洲皇家海軍所擁有、操作的離岸支援船（Offshore Support Vessel），主要用於國內外發生災難時、進行人道救援與救災任務時的工作母船，與在南印度洋進行偵察與監督任何海上犯罪活動的海上平台。2014年3月8日，一架航班編號MH370的馬來西亞航空波音777-200ER客機在自吉隆坡飛往中國北京途中失蹤，根據事證分析研判客機可能墜毀於南印度洋，周遭國家紛紛派遣各類軍用與民用船隻參與搜索任務。其中澳洲海軍派出的海洋之盾號因為偵測到疑似失事客機飛航資料紀錄器（黑盒子）發出的海底聲波訊號，而成為各國媒體關注與報導的焦點。

## 簡介
完工於2012年的海洋之盾號在起造當時，原本是由挪威海底業物營運公司DOF Subsea向位於奧勒松的STX離岸與特殊船舶造船廠（STX Offshore & Specialized Vessels，後改名為VARD，是義大利造船公司芬坎泰里（Fincantieri）所收購的造船廠之一）所訂購的離岸支援船斯堪地卑爾根號（MSV Skandi Bergen）。2012年3月在建造中途轉售給澳洲皇家海軍、改名為海洋之盾號，並在同年6月正式加入澳洲艦隊。雖然是軍方擁有的船隻，但海洋之盾號因為是委託國際船運業者鐵凱航運（Teekay Shipping）代為管理、由自民間雇用的船員所操作，因此不使用澳洲海軍作戰艦艇所使用的「HMAS」（Her Majesty's Australian Ship，女王的澳洲船艦）前綴，而是使用代表「澳洲防務船隻」（Australian Defence Vessel）的縮寫「ADV」於船名中。
皇家海軍收購海洋之盾號，主要是為了作為澳洲海軍目前操作的兩艘兩棲登陸艦艇喬勒斯號（HMAS Choules (L100)）與托布魯克號（HMAS Tobruk (L 50)）的輔助，暫時作為人道救援與救災行動的支援平台，直到兩艘新建中的坎培拉級直昇機登陸船塢艦——坎培拉號與阿德雷德號陸續於2014年至2016年之間成軍接手後，才結束階段任務。之後海洋之盾號將轉調至澳洲海關及邊境保護署（Australian Customs and Border Protection Service），加入海關船隊，以取代租約在2016年時結束的姊妹艦海洋保護者號（ACV Ocean Protector）。
由於離岸支援船原本就是設計用於支援鑽油平台等經常設置在北海等海象氣候惡劣地區的設施，使得海洋之盾號擁有優秀的寒地適應能力，縱使在亞南極的天候環境下也能正常運作。

## 設計
排水量6,500噸、105.9公尺長的海洋之盾號擁有迥異於一般貨船的特殊外型，艦橋位於接近船首的方向，船身中後段則是一個面積達1000平方公尺、可以用來放置貨物的大型甲板。甲板中央有一具巨大的單臂式吊車，擁有高達60噸的安全工作負荷。在船橋前方、船首的正上方，配置有一個高度超過艦橋的直昇機起降平台。
海洋之盾號是由兩具設置在船尾的勞斯萊斯製、3,000千瓦（約4,000匹馬力）輸出的可轉向推進器（Azimuth thruster）作為主推力源，因此不需額外配置轉向舵即可進行轉向。另外，由於離岸支援船經常被用於像是吊掛釋放遙控潛水器（ROV）的平台、深海打撈等特殊用途，需要精準的船身位置與航向微調能力，因此海洋之盾號的船首額外配置有兩具隧道式艏側推力器（Bow thruster），與一具主要用於產生逆向推力、輸出約1500千瓦（2,000匹馬力）的可伸縮式可轉向推進器（retractable azimuth thruster）。這幾具推進器的動力，都是由四具輸出約2880千瓦（約3,900匹馬力）的瓦錫蘭（Wärtsilä）中速重油發電機提供。

## 搜尋MH370
2014年3月7日，馬來西亞航空MH370班機在飛行途中失聯之後消失無蹤，鄰近各國政府紛紛派出船隻與飛機協助進行客機的搜尋，海洋之盾號也是參與任務的主要船隻之一。在經過初期收集的資料後，主導協調搜救工作的澳洲官方研判客機極有可能在澳洲西北岸的南印度洋中墜毀。在初期主要靠空中的飛機與直昇機搜尋海面殘骸未果後，為了找尋到客機墜毀後的殘骸與回收可能紀錄有事故發生原因的飛航資料紀錄器，海洋之盾號駛入伯斯港裝載商借自美國海軍太平洋艦隊的TPL-25型拖曳式聲波定位器，並於3月31日離港。
4月7日至9日間，包括海洋之盾號、中國海警的海巡1號與美國海軍的P-8「海神式」反潛巡邏機都陸續回報偵測到可能是水中定位發報器（Underwater locator beacon, ULB）所產生的聲波訊號，但各單位在4月10日之後就不再偵測得到類似的訊號，因此研判ULB中的電池電量已經消耗殆盡，靠聲波定位器不太可能再有更進一步的收穫。海洋之盾號在停止利用TPL搜尋後，重新換上同樣商借自美國海軍的自主水下載具「藍鰭21」（Bluefin 21），利用該型自主載具上所搭載的側向聲納發射/接受器，以類似地毯式搜索的方式繪製出搜索區域的海底地圖，期待能透過這方式發現客機殘骸最後的下落。在這段期間，藍鰭21將以一個循環24小時的週期重複的下潛到海底、以聲納紀錄海底的狀態、上浮、由海洋之盾號回收、再將資料下載，提供搜救單位最精確的資訊。依照海象的好壞程度，此任務預計需要數週至數個月的時間，才能將目前被標示出的可能墜機海域搜索完畢。

## 外部連結
- 海洋之盾號介紹（澳洲皇家海軍官方網站）（英文）